# Тахте-Чаман
Тахте-Чаман (перс. تخته چمن) — село в Ірані, у дегестані Таразнагід, в Центральному бахші, шагрестані Саве остану Марказі. За даними перепису 2006 року, його населення становило 0 осіб.

## Клімат
Середня річна температура становить 16,70°C, середня максимальна – 35,03°C, а середня мінімальна – -4,84°C. Середня річна кількість опадів – 229 мм.
| Клімат поселення                              | Клімат поселення | Клімат поселення | Клімат поселення | Клімат поселення | Клімат поселення | Клімат поселення | Клімат поселення | Клімат поселення | Клімат поселення | Клімат поселення | Клімат поселення | Клімат поселення | Клімат поселення |
| Показник                                      | Січ.             | Лют.             | Бер.             | Квіт.            | Трав.            | Черв.            | Лип.             | Серп.            | Вер.             | Жовт.            | Лист.            | Груд.            |                  |
| Середній максимум, °C                         | 11,60            | 13,98            | 18,05            | 24,71            | 29,66            | 34,38            | 35,03            | 34,35            | 30,50            | 23,96            | 17,47            | 11,48            |                  |
| Середня температура, °C                       | 3,37             | 5,75             | 9,83             | 16,49            | 21,44            | 26,16            | 29,12            | 28,43            | 24,60            | 18,05            | 11,55            | 5,58             |                  |
| Середній мінімум, °C                          | −4,84            | −2,46            | 1,62             | 8,27             | 13,21            | 17,95            | 23,20            | 22,52            | 18,69            | 12,14            | 5,64             | −0,33            |                  |
| Норма опадів, мм                              | 34               | 33               | 42               | 28               | 21               | 3                | 1                | 1                | 1                | 12               | 21               | 32               |                  |
| Середньомісячна швидкість вітру, м/с          | 1.46             | 2.10             | 2.73             | 3.08             | 2.90             | 2.76             | 2.87             | 2.71             | 2.32             | 2.10             | 1.76             | 1.57             |                  |
| Середньомісячна сонячна радіація, кДж/м²·день | 9367             | 12069            | 14611            | 18207            | 22152            | 26228            | 25810            | 23608            | 20099            | 14892            | 11003            | 8935             |                  |
| --------------------------------------------- | ---------------- | ---------------- | ---------------- | ---------------- | ---------------- | ---------------- | ---------------- | ---------------- | ---------------- | ---------------- | ---------------- | ---------------- | ---------------- |
| Джерело:                                      |                  |                  |                  |                  |                  |                  |                  |                  |                  |                  |                  |                  |                  |